# マファルダ・ディ・サヴォイア
マファルダ・ディ・サヴォイア（イタリア語: Mafalda di Savoia, 1902年11月2日 - 1944年8月27日）はイタリア王女であり、ヘッセン＝カッセル方伯フィリップの妻。

## 生涯
マファルダは、イタリア王ヴィットーリオ・エマヌエーレ3世とその王妃エレナの次女（第2子）としてローマで誕生した。洗礼名はマファルダ・マリーア・エリザベッタ・アンナ・ロマーナ（Mafalda Maria Elisabetta Anna Romana）。弟はウンベルト2世、妹はブルガリア王妃となったジョヴァンナである。幼少時から母エレナの手元で育ち、音楽と芸術の嗜好を受け継いだ。第一次世界大戦中には、母に同行してイタリアの軍事病院を慰問している。

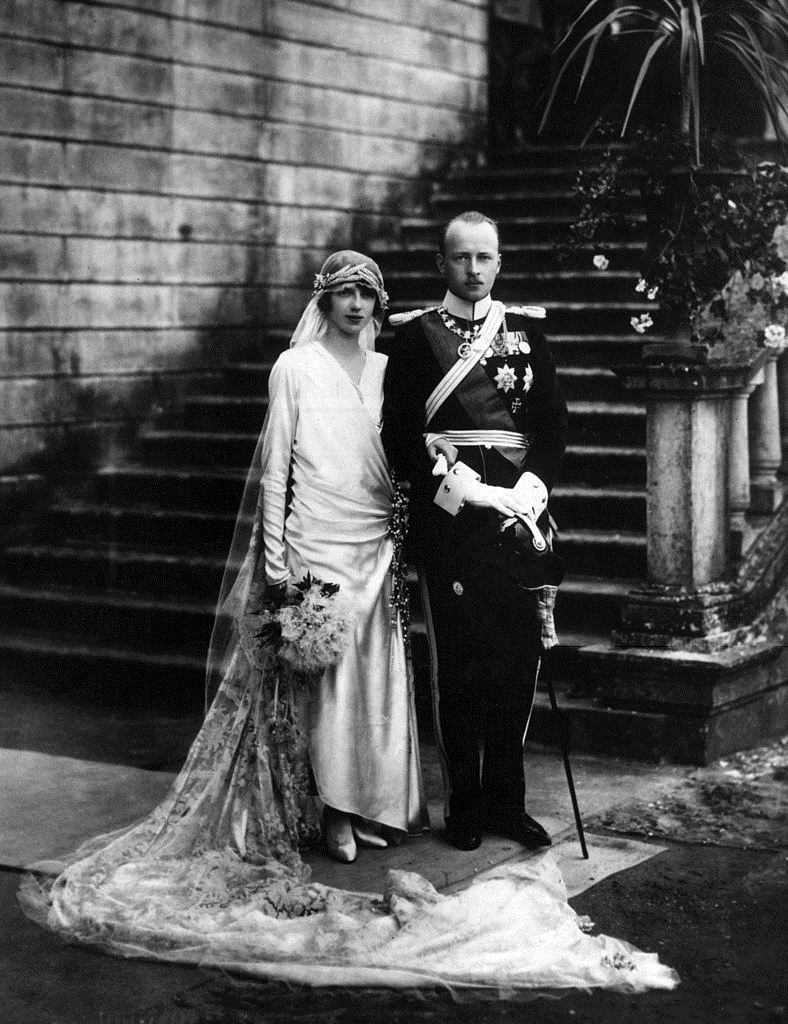
結婚時のマファルダとフィリップ

1925年9月23日、ラッコニージ城でフィリップと結婚。夫はナチス信望者で、彼の弟クリストフはナチス幹部であった。ファシスト支配下のイタリアから来た王女と、ナチス支持者の結婚により、フィリップの地位は内部で中間まで上がった。しかし、第二次世界大戦中、アドルフ・ヒトラーはマファルダを反ナチスだと信じていた。一家はローマ郊外の館に居をかまえ、ドイツと行き来していた。フィリップはヘッセン＝ナッサウ州知事を務めた。
1943年9月初旬、マファルダは義弟であるブルガリア王ボリス3世の葬儀に出席するため、ブルガリアへ向かった。その間に、彼女は故国が連合国側に降伏したこと、子供たちが聖域であるバチカンに保護されたこと、夫が知事職を解かれ、逮捕されバイエルンにいることを知らされた。ゲシュタポは彼女の逮捕を命じた。9月23日、幹部カール・ハス自らマファルダに電話し、夫から重要な伝言があることを告げた。ローマのドイツ大使館へやってきたマファルダは逮捕され、尋問を受けるためミュンヘンやベルリンへ護送されたのち、ブーヘンヴァルト強制収容所（ヴァイマル近郊）へ送られた。
1944年8月24日、収容所内の弾薬工場が連合国によって爆撃された。400人の収容者たちが殺され、マファルダは瀕死の重傷を負った。彼女は工場近郊に収容され、攻撃が始まると残骸で首まで埋まり、腕はおびただしい火傷を負っていた。収容所の混乱した状況のなか、腕は感染症に冒されたため医療班により切断された。手術前からマファルダは意識を回復することなく、1944年8月26日から27日にかけての夜に亡くなった。
イタリア王家は、1944年暮れからマファルダの死の噂が広まりだしても、情報の確認がとれなかった。彼女の死は、1945年にドイツが降伏するまで明らかにされなかった。夫フィリップは敗戦まで収容所に入れられており、戦後はナチス政権下で知事を務めた前歴から戦犯として服役した。
1997年、イタリア政府は王女マファルダを讃え、彼女の肖像を印刷した切手を発行した。

## 子女
- モーリッツ（1926年 - 2013年） - ヘッセン大公家・ヘッセン＝カッセル家家長、1964年ザイン＝ヴィトゲンシュタイン＝ベルレブルク侯女タティアナと結婚（1974年離婚）
- ハインリヒ（英語版）（1927年 - 1999年） - フィンランド王位請求者
- オットー（ドイツ語版）（1937年 - 1998年）- 1965年アンゲラ・フォン・デーリングと結婚（1969年離婚）、1988年エリーザベト・ベンカーと再婚（1994年離婚）
- エリーザベト（1940年 - ）- 1962年フリードリヒ・カール・フォン・オッペルスドルフ伯爵と結婚